# Hellmuth Kneser

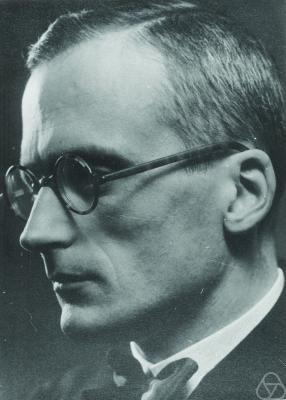
Hellmuth-Kneser

Hellmuth Kneser (16 april 1898 - 23 augustus 1973) was een Duitse wiskundige, die opmerkelijke bijdragen heeft geleverd aan de groepentheorie en de topologie. Zijn beroemdste resultaat is waarschijnlijk zijn stelling over de existentie van priemfactoren voor 3-variëteiten. Zijn bewijs stond aan de basis van het  concept van het normaaloppervlak, een fundamentele hoeksteen van de theorie van de 3-variëteiten.
Hij werd geboren in Dorpat, Russische Rijk (het huidige Tartu in Estland) en overleed in Tübingen in Baden-Württemberg. Hij was de zoon van de wiskundige Adolf Kneser en de vader van de wiskundige Martin Kneser. Hij assisteerde Wilhelm Süss bij de oprichting van het Wiskundig Onderzoeksinstituut van Oberwolfach en diende in 1958/59 als directeur van dit instituut. 